# Aarne Snellman
Aarne Snellman, född 27 december 1894 i Hangö, död 28 april 1942 i Helsingfors, var en finländsk militär. Han var sonson till Johan Vilhelm Snellman och från 1927 gift med författaren Gund von Numers.

## Biografi
Snellman bedrev från 1912 forstvetenskapliga studier vid Helsingfors universitet och anslöt sig 1915 till Preussiska jägarbataljonen 27. Han deltog i striderna vid Misa och Rigabukten 1916–1917, inträdde i den finska armén som kapten och anlände till Vasa den 28 februari 1918 med jägarnas huvudtrupp. Under finska inbördeskriget 1918 var han batterichef i jägarartilleriet samt deltog som sektionskommendör även i kriget i Estland; tjänstgjorde på 1920- och 1930-talen vid olika staber och var 1934–1938 militärattaché i Berlin samt 1938–1939 kommendör för Fältartilleriregementet 3. 
Snellman var under vinterkriget bland annat artillerikommendör vid IV armékåren och under fortsättningskriget kommendör för 17. Divisionen, som efter en kort tid vid Hangöfronten sattes in på Olonetsnäset i Östkarelen. Där sårades Snellman, som blivit generalmajor 1942,  svårt under ett flyganfall i Vaaseni vid Svir och avled två veckor senare på krigssjukhus i Helsingfors. Han blev därmed en av de tre finländska generaler som kan räknas som stupade i krig.